# Мікулаш Галанда
Мікулаш Галанда (словац. Mikuláš Galanda, нар. 4 березня 1895 — пом. 5 червня 1938) — відомий словацький художник, ілюстратор, один з першопрохідців та пропагандистів словацького модерного мистецтва.

## Біографія
Галанда народився в селі Турчянські Теплиці. У 1914—1916 роках вчився у Академії образотворчого мистецтва у Будапешті. У 1922 році відвідував художню школу у Празі. У 1923-27 роках вчився у Академії образотвочого мистецтва у Празі. В цей же період, 1924-26 років, працював першим редактором журналу Dav. У 1928 році отримав дозвіл викладання. В цьому ж році познайомився зі своєю майбутньою дружиною Марією Бодовою. Наступного року Галанда переїхав до Братислави, де став викладати у першій дівчачій школі. Тоді ж, разом з Л. Фуллою працював у ательє. У 1930 році почав вчителювувати у Другій хлопчачій школі, а через рік одружився. У 1930—32 роках, Галанда та Фулла видали маніфест, де вони говорили про прогресивні течії та думки в образотворчному мистецтві та їхній функції в сучасному суспільстві. У 1933 році він став професором Школи рукоділля у Братиславі. У 1937 році на всесвітній виставці у Парижі, Галанда здобув срібну медаль за винахідливий мистецький жанр — ілюстрації та книжковий дизайн.

## Стиль
У всіх своїх роботах Галанда намагався словацький художній модернізм на основі досягнень розвитку європейського живопису. Він схилявся до трендів експресіонізму та кубізму, на основі яких створив свій власний стиль. З самого початку своєї кар'єри він орієнтувався на графіку, але згодом вирішив зосередитись більше на забарвленні. Його ідеї зорієнтовані на внутрішній зміст — словацькі ландшафти та люди.
Помер Галанда у 1938 році у Братиславі, похований на Національному кладовищі у Мартіні.